# Acrotomodes hielaria
Acrotomodes hielaria es una especie de polilla perteneciente a la familia Geometridae, descrita por primera vez por el entomólogo estadounidense William Schaus en 1901 con distribución en Brasil.